# 柴田喜三郎
柴田 喜三郎（しばた きさぶろう、1901年7月23日 - 1998年1月5日）は、日本の経営者。大阪府大阪市出身。

## 経歴・人物
1918年に関西商工学校を卒業。1929年に発動機製造（のちのダイハツ工業）に入社し、1943年に取締役に就任し、常務、専務を歴任。1966年に再び取締役に就任し、顧問、ダイハツディーゼル社長、会長、相談役を歴任した。
1969年に藍綬褒章を受章し、1975年に勲四等旭日小綬章を受章した。
1998年1月5日全身衰弱のために宝塚市の病院で死去。96歳没。